# Máximo Berrondo
 Máximo Berrondo (Buenos Aires, Argentina, 6 de junio de 1927) es un director de cine argentino.

## Carrera profesional
En 1946 inició su relación con el cine cuando comenzó a trabajar en el departamento de decorados de la productora cinematográfica Establecimientos Filmadores Argentinos (EFA). Más adelante trabajó como ayudante de cámara para pasar más adelante a segundo ayudante de dirección en 1949 en Imitaciones peligrosas, una película dirigida por Julio C. Rossi. Pasó en 1952 a primer ayudante de dirección en Facundo, el tigre de los llanos de Miguel P. Tato y a asistente de dirección en la coproducción franco-argentina El cerco de 1959. 
Tuvo la misma función en diversos filmes y también dirigió cortometrajes documentales como Paso de los Andes (1958) y Centinela de piedra (1960). En 1964 codirigió junto a Paul Rouger la película La gran carrera. En 1971 dirigió El milagro de Ceferino Namuncurá sobre su propio guion y al año siguiente fue asesor artístico en la producción italiana Garibaldi giovane dirigida por Franco Rossi. En los años siguientes volvió a desempeñarse como asistente de dirección hasta que en 1980 dirigió Ritmo a todo color y en 1984 Titanes en el ring contraataca. En 1986 fue director de producción en Argentina del filme del Reino Unido,  La misión, dirigido por Roland Joffé.
Posteriormente Berrondo se dedicó a la enseñanza en varios institutos de cine.

## Filmografía
Director
- Titanes en el ring contraataca (1984)
- Ritmo a todo color (1980)
- Salto Grande hacia el futuro (cortometraje documental) (1977)
- La pandilla inolvidable (1972)
- El milagro de Ceferino Namuncurá (1971)
- Pelajes criollos  (cortometraje documental) (1969)
- Por donde empieza el camino  (cortometraje documental ) (1968)
- La gran carrera (codirigida con Paul Rouger  (1964)
- Centinela de piedra  (cortometraje documental ) (1960)
- Paso de los Andes  (cortometraje documental) (1958)

Intérprete
- Camino al crimen (1951)

Guionista
- El milagro de Ceferino Namuncurá (1971)

Argumento
- El profesor erótico (1976)

Asistente de dirección
- Viva Crucis (abandonada) (1994)
- Los hijos de López (1980)
- Difunta Correa (1975)
- Los chantas (1975)
- Las locas del conventillo (María y la otra)  (1966)
- Con gusto a rabia (1964)
- Paula cautiva (1963)
- Dar la cara (1962)
- El cerco (Inédita) (1959)
- Horizontes de piedra (1956)
- Edad difícil (1956)
- El domador (1954)
- Siete gritos en el mar (1954)
- Facundo, el tigre de los llanos (1952)
- Imitaciones peligrosas (1949)

Producción
- De amor y de sombras (1994) (director de producción)
- La misión (1986)  (director de producción en Argentina)

Asesor artístico
- Garibaldi giovane (1972)